# Nga-Phe-Kyaung-Kloster

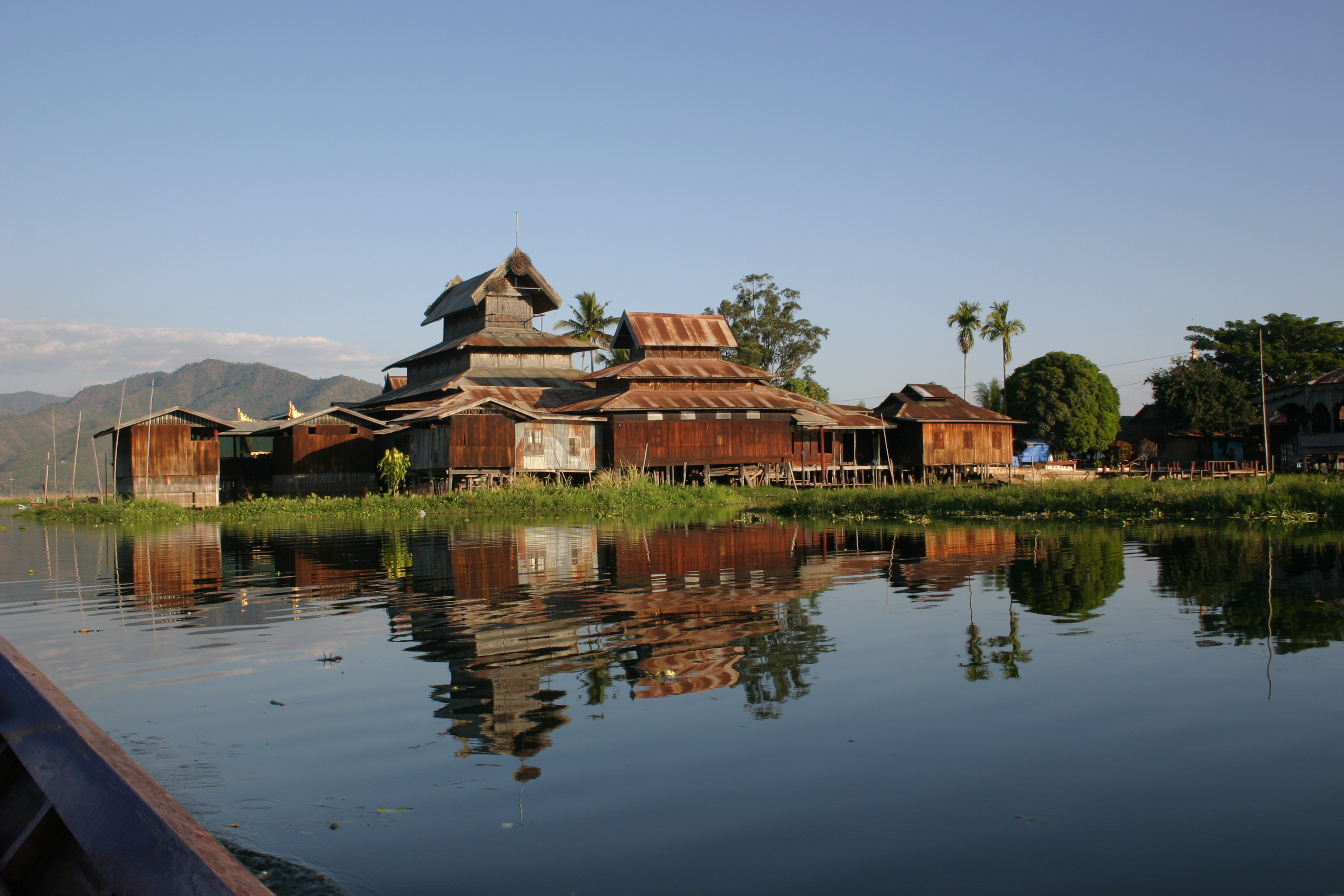
Nga-Phe-Kyaung-Kloster

Das Nga-Phe-Kyaung-Kloster ist eine buddhistische Klosteranlage im Inle-See in Myanmar.

## Beschreibung
Das Kloster steht im Norden der Stadt Ywama auf Pfählen im Inle-See und ist nur mit dem Boot erreichbar. Es ist das größte und älteste Holzkloster der Inle-Region, wurde im Jahr 1850 erbaut und besitzt viele alte Buddha-Bildnisse in verschiedenen Stilrichtungen: Bagan, Shan, Ava, tibetisch.
Das Herzstück des Klosters ist eine geräumige Säulenhalle. Dort sind die Statuen in reich verzierten Schreinen untergebracht oder stehen auf Altären mit aufwändigen Holzschnitzereien.
Das Kloster ist für seine dressierten Katzen berühmt; die Mönche haben sie gelehrt, durch kleine Ringe wie im Zirkus zu springen.
Außerhalb des Klosters bietet sich ein herrlicher Blick auf die Bauernhöfe mit Tomatenfeldern und die Berge im Hintergrund.

## Galerie

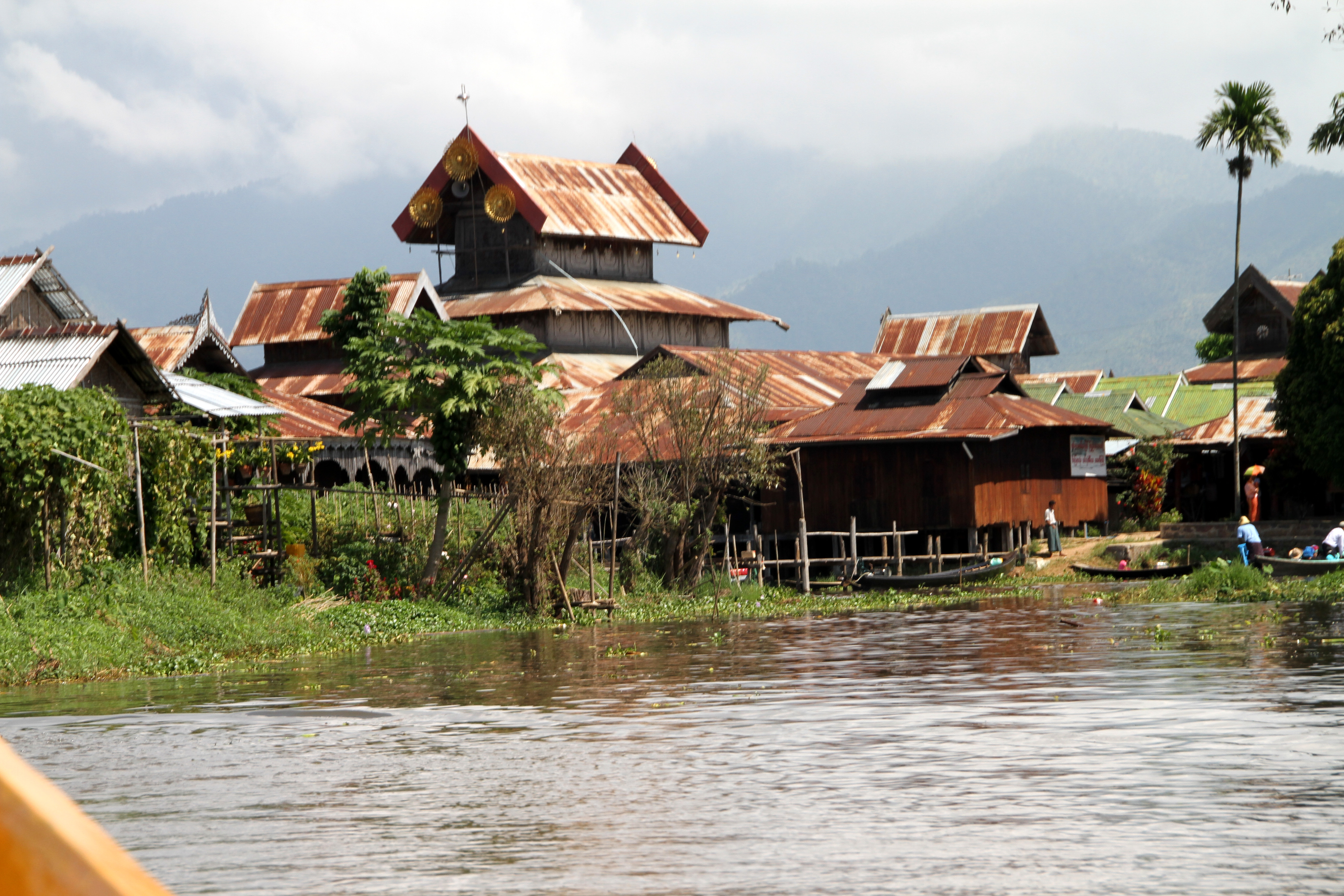
Außenansicht
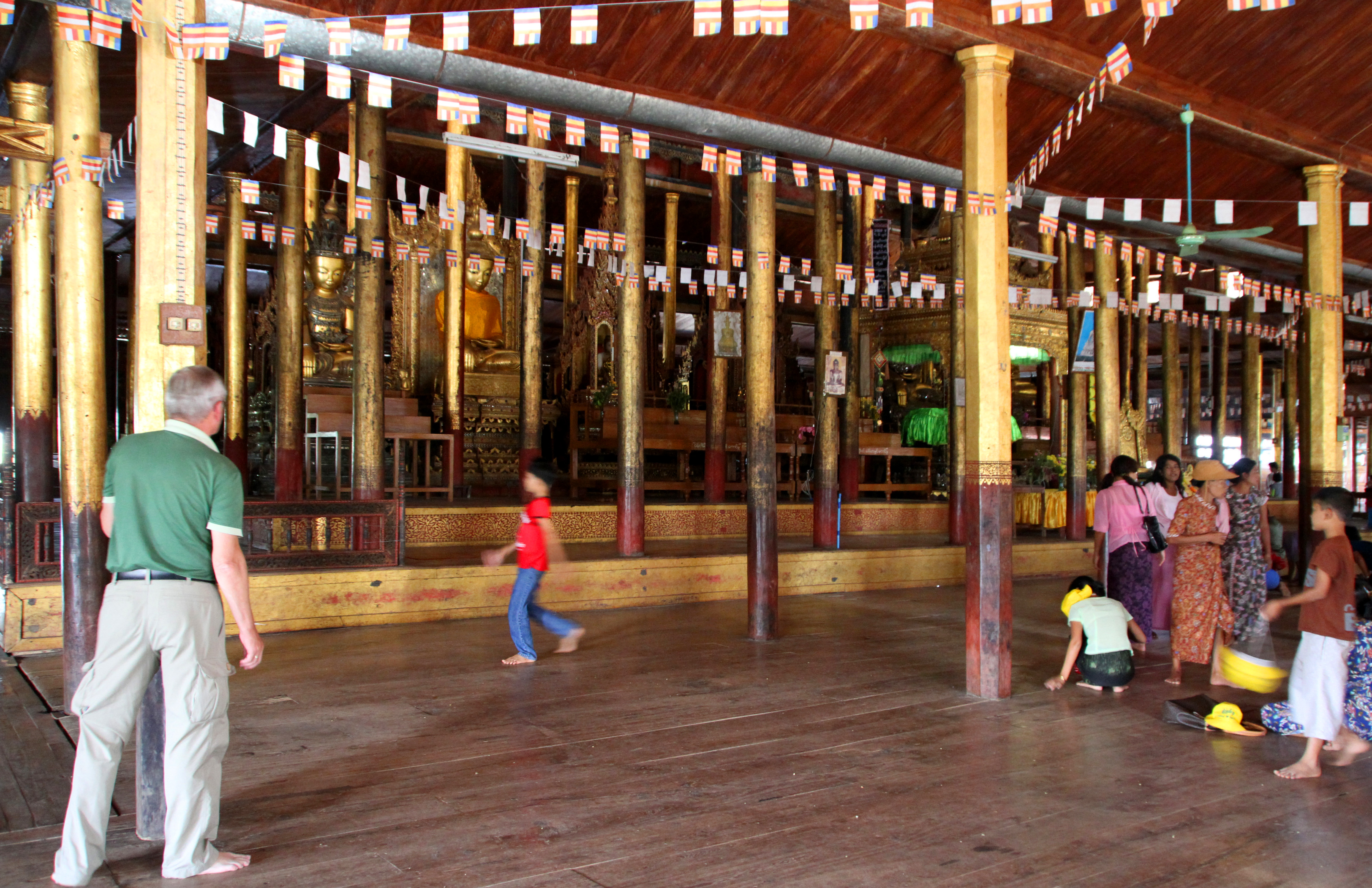
Halle
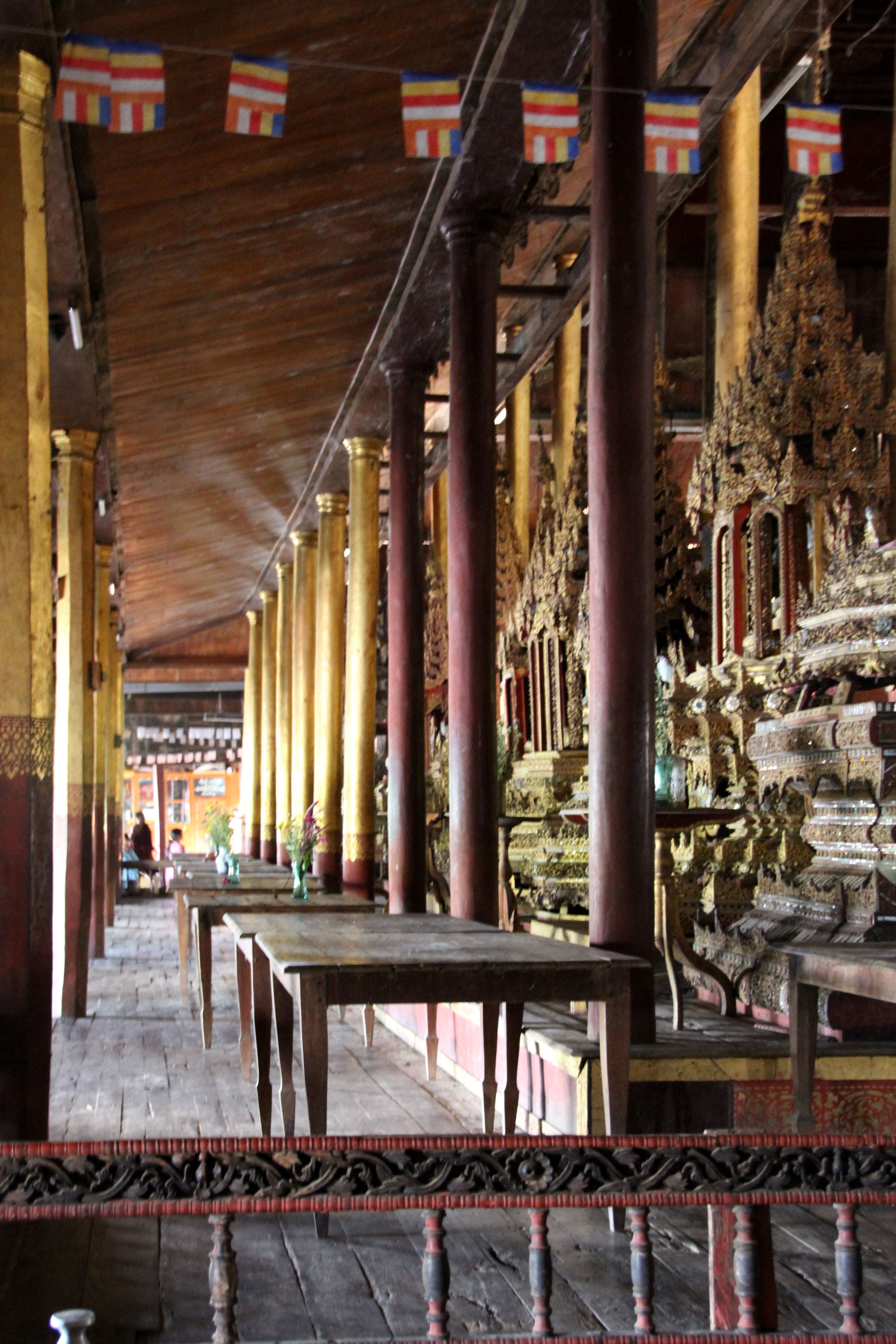
Buddhaschreine
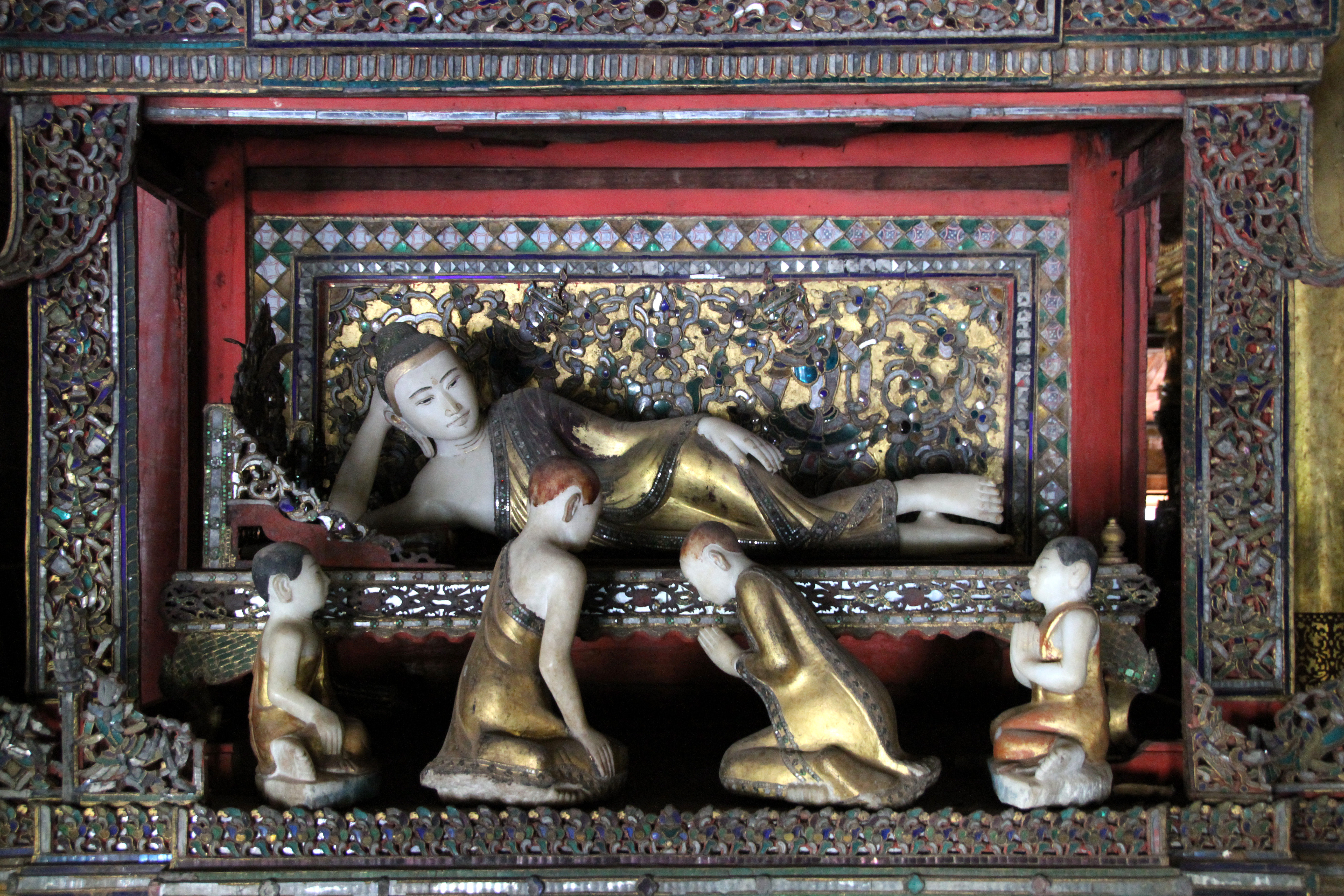
Buddha gleitet ins Nirwana
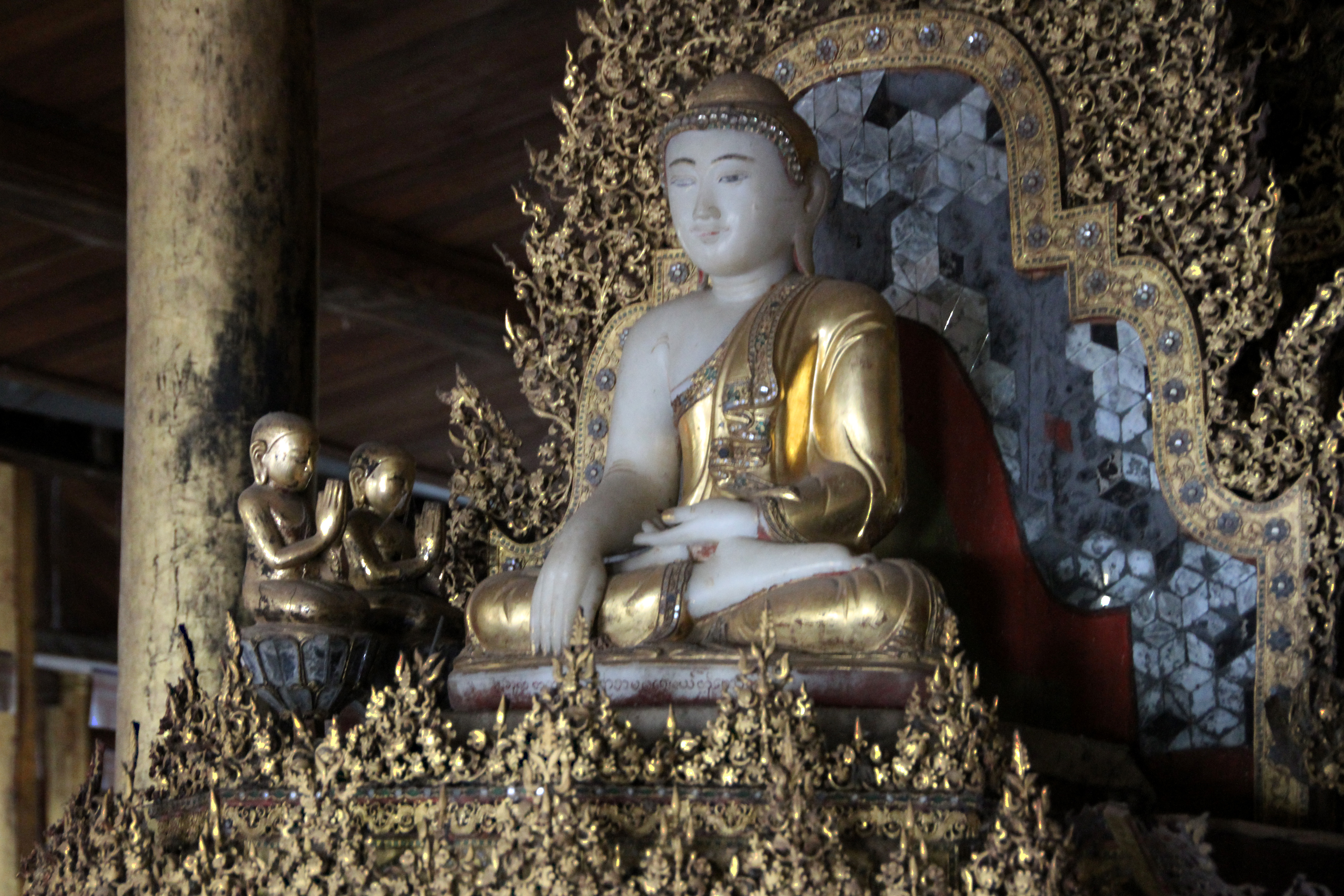
Buddha auf Altar
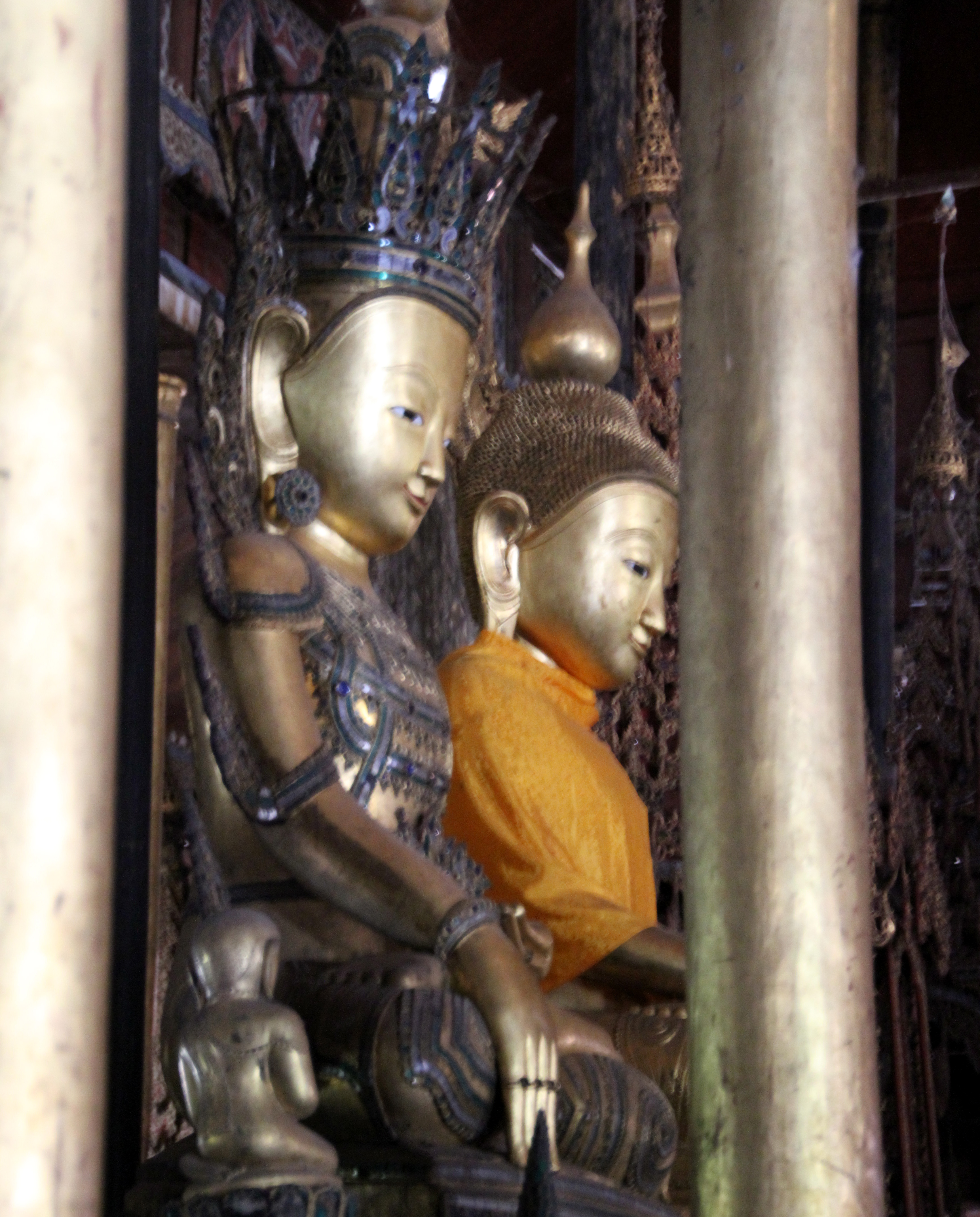
Buddha-Bildnisse
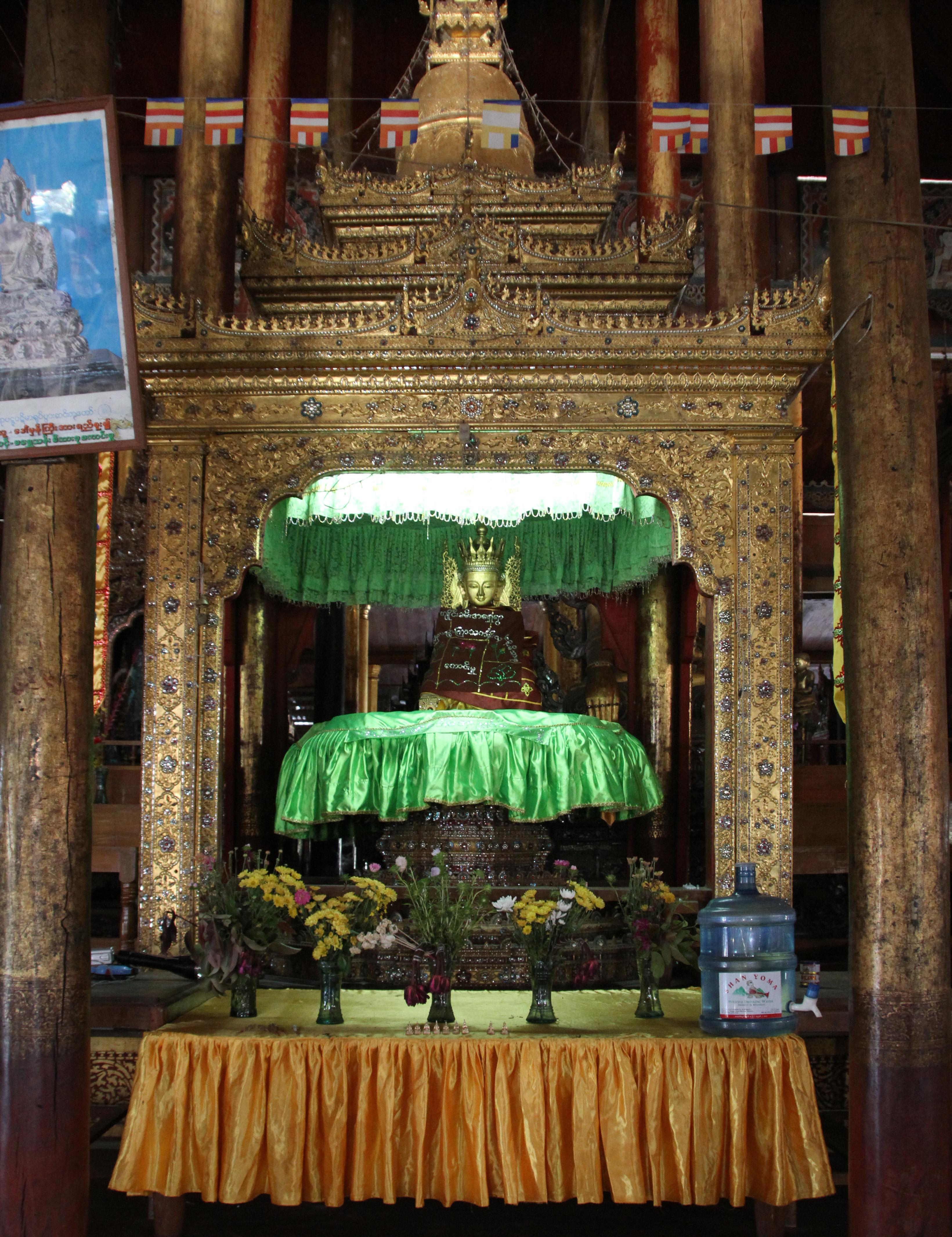
Buddha-Schrein
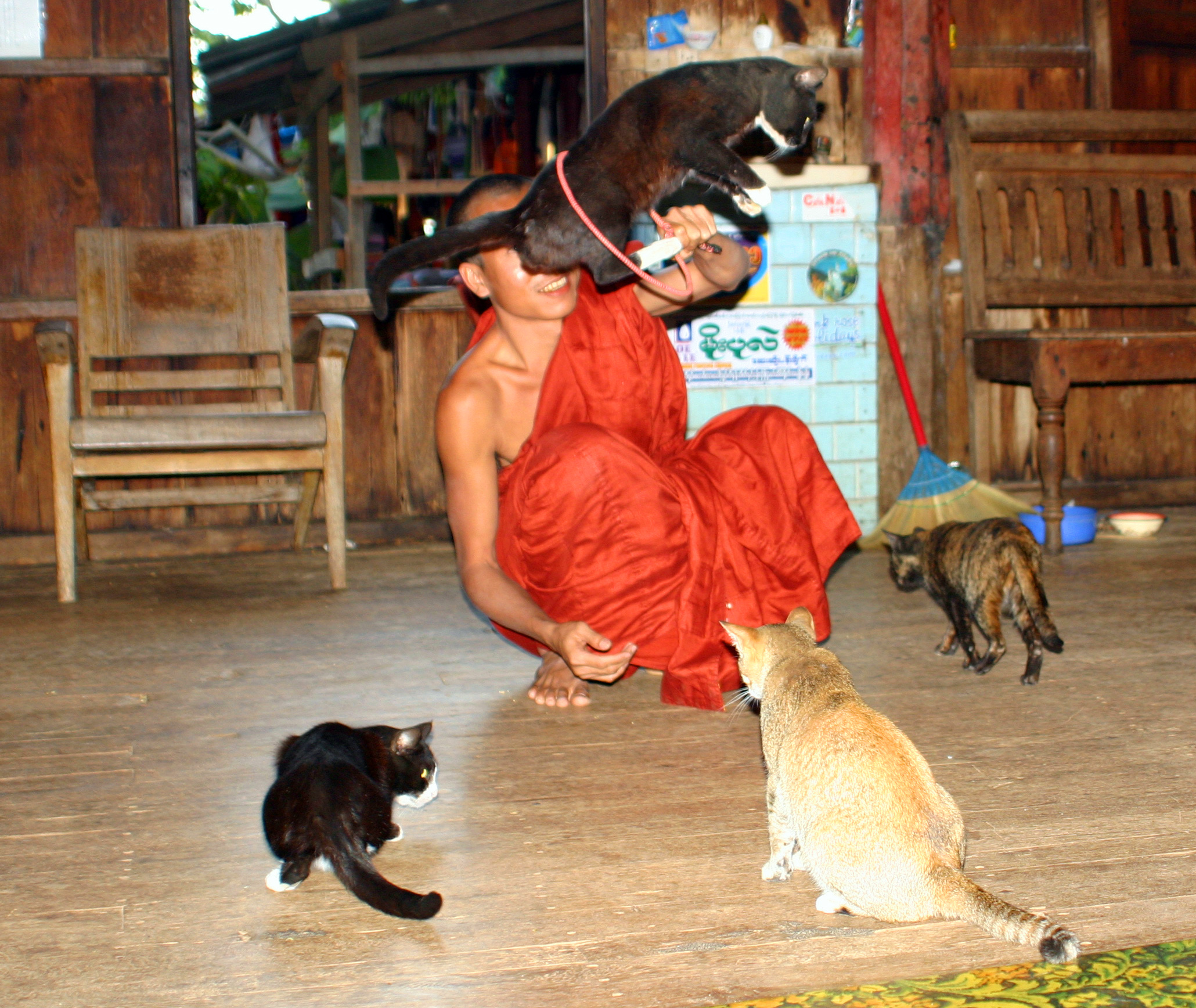
Katzendressur